# Kunstmuseum van Sharjah

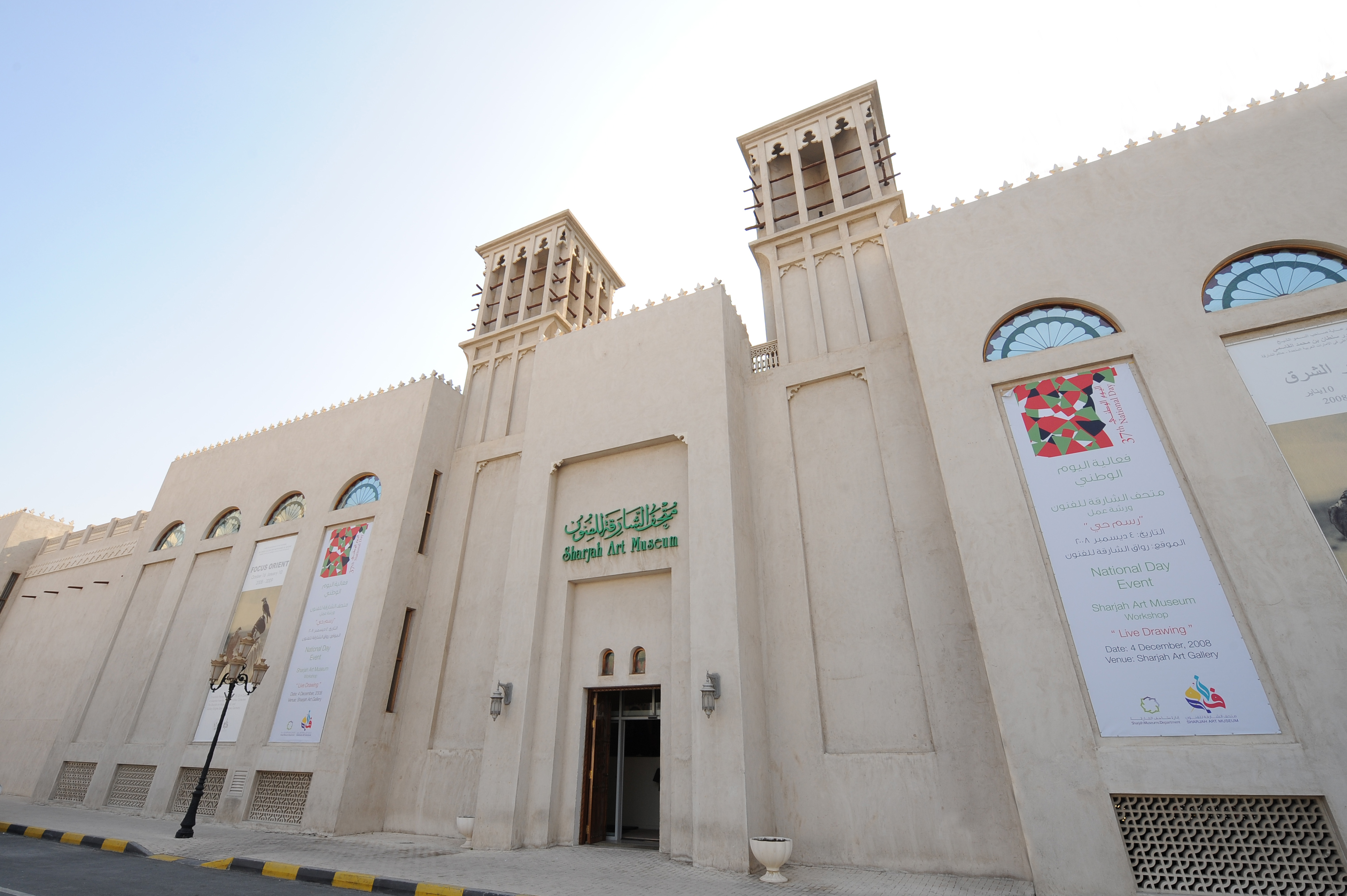
Kunstmuseum van Sharjah

Het Kunstmuseum van Sharjah (Arabisch: متحف الشارقة للفنون; Engels: Sharjah Art Museum) is een kunstmuseum in Sharjah in de Verenigde Arabische Emiraten (VAE). Het museum kreeg een nieuw gebouw in 1997, met 11.000 vierkante meter tentoonstellingsruimte op twee verdiepingen. Het stelt hedendaagse kunst tentoon uit de VAE en het Midden-Oosten. Er worden ook tijdelijke tentoonstellingen georganiseerd, samen met onder andere Museum Cobra in Amstelveen, Tate Britain in Londen, Barjeel Art Foundation in de VAE en het Gibran Museum in Libanon.